# Kinnaird R. McKee

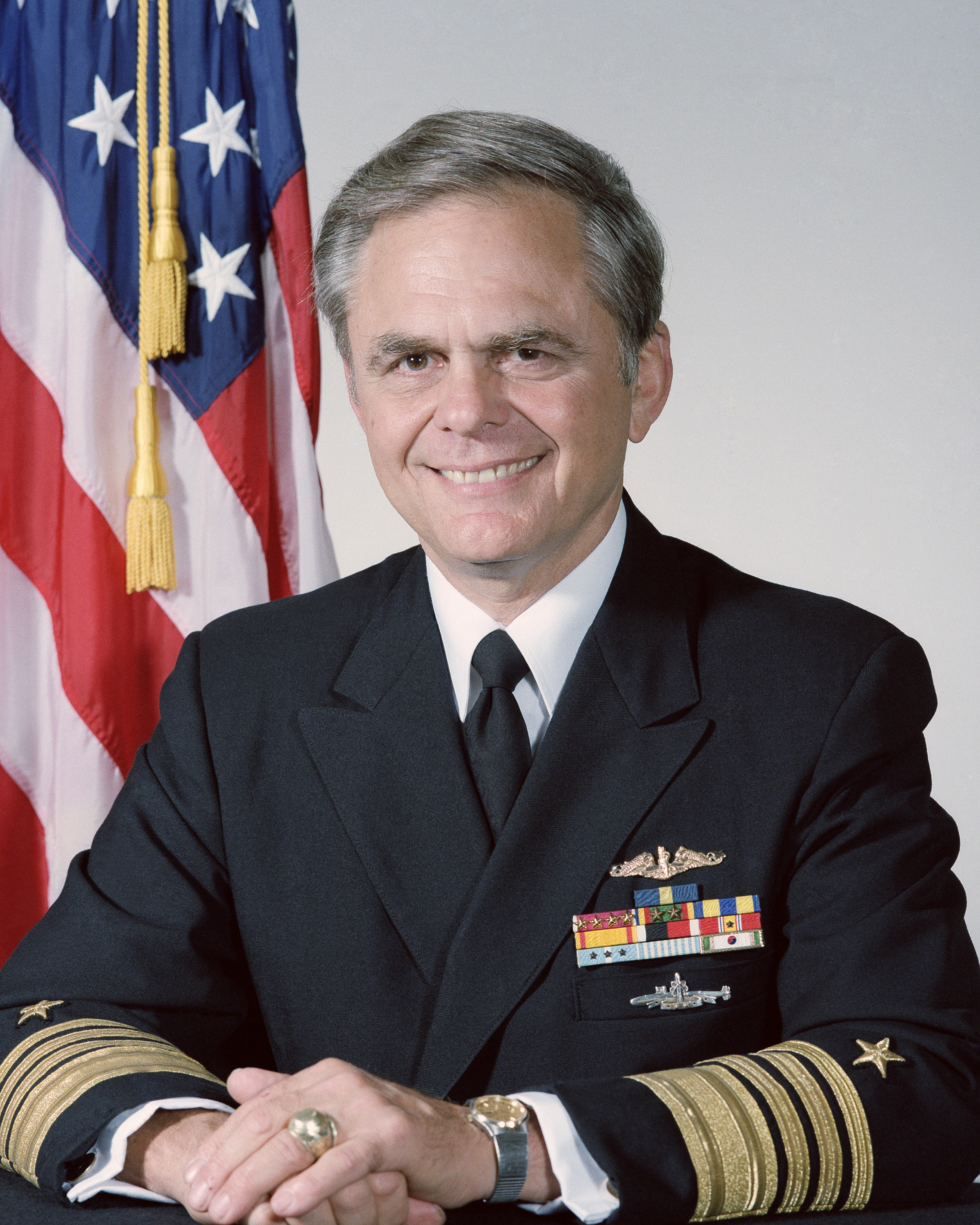
Kinnaird R. McKee

Kinnaird Rowe McKee (* 14. August 1929 in Louisville, Jefferson County, Kentucky; † 30. Dezember 2013 in Annapolis, Anne Arundel County, Maryland) war ein Admiral der United States Navy. Er war unter anderem Leiter (Superintendent) der United States Naval Academy (USNA).

## Leben
Kinnaird Rowe McKee war ein Sohn von James Henry McKee Jr. (1899–1986) und dessen Frau Kathleen Sutton (1903–1985) und wuchs in Memphis in Tennessee, Chicago in Illinois und Dallas in Texas auf. Schließlich gelangte er mit seiner Familie nach Gulfport im Bundesstaat Mississippi, wo er die dortige Militärschule (Gulf Coast Military Academy) besuchte. Es folgte ein Studium an der United States Naval Academy in Annapolis in Maryland, das er im Jahr 1951 erfolgreich beendete. In der amerikanischen Kriegsmarine durchlief er anschließend alle Offiziersränge bis zum Admiral.
Nach seiner Graduation an der Marineakademie wurde McKee zum Zerstörer USS Marshal (DD-676) versetzt, mit dem er am Koreakrieg teilnahm. Danach absolvierte er den Submarine School Officers Basic Course, wo er zum U-Boot Offizier ausgebildet wurde. In der Folge wurde er vor allem in diesem Bereich eingesetzt. Zwischen 1954 und 1956 diente er auf den herkömmlichen U-Booten USS Picuda, USS Sea Cat und USS Marlin. Dann erhielt er das Kommando über das Kleinst-U-Boot USS X-1, das er in den Jahren 1956 und 1957 innehatte. Daran schloss sich eine Ausbildung für den Betrieb von U-Booten mit nuklearem Antrieb an (nuclear power school).
In der Folge wurde er dem damals neugebauten Atom-U-Boot USS Skipjack zugeteilt. Bis zum Jahr 1961 gehörte Kinnaird McKee der Besatzung dieses Schiffes an. Es folgte eine Versetzung zur USS Nautilus, bei der es sich ebenfalls um ein nuklearbetriebenes U-Boot handelte, das wenige Jahre zuvor durch eine Nordpol-Unterquerung Geschichte geschrieben hatte. McKee blieb bis 1962 Teil der Besatzung des Schiffes und diente dort als dessen Erster Offizier. Es folgte eine Versetzung zur USS Sam Houston ein weiteres atomar betriebenes U-Boot.
Sein nächster Auftrag führte ihn zum Stab des Naval Reactors der United States Atomic Energy Commission, dem er zwischen 1964 und 1966 angehörte. Danach übernahm er das Kommando über das Nuklear U-Boot USS Dace (SSN-607), das er zwischen 1966 und 1969 innehatte. Anschließend war er bis 1970 Stabsoffizier in der Stabsabteilung für Planungen im Hauptquartier der Marine (Director, Navy Program Planning). Es folgte eine Versetzung zum Stab des Chief of Naval Operations, dem er bis zum Jahr 1973 angehörte. Danach kommandierte er bis 1975 die 8. U-Boot Gruppe (Submarine Group Eight), die im Mittelmeer operierte.
Am 1. August 1975 übernahm Kinnaird McKee als Nachfolger von William P. Mack als Superintendent die Leitung der Marineakademie in Annapolis. Dieses Amt bekleidete er bis zum 28. August 1978, als William P. Lawrence seine Nachfolge antrat. Danach wurde er Kommandeur der 3. Flotte, die der United States Pacific Fleet unterstand und in Pearl Harbor in Hawaii ansässig war. Diese Aufgabe nahm er bis zum Jahr 1980 wahr. Danach leitete er als Nachfolger von Hyman Rickover bis zum Jahr 1988 die Behörde Naval Reactors, deren Stab er bereits in den 1960er Jahren angehört hatte. Anschließend schied er aus dem aktiven Militärdienst aus.
Der mit Betty Ann Harris (1931–1997) verheiratete Offizier verstarb nach längerer Krankheit am 30. Dezember 2013 und wurde auf dem Friedhof der Marineakademie in Annapolis beigesetzt.

## Orden und Auszeichnungen
Kinnaird McKee erhielt im Lauf seiner militärischen Laufbahn unter anderem folgende Auszeichnungen:
- Navy Distinguished Service Medal
- Legion of Merit
- Navy Unit Commendation Medal
- China Service Medal
- National Defense Service Medal
- Navy Expeditionary Medal
- Navy Occupation Service Medal
- Korea Service Medal
- United Nations Service Medal (UNO)